# Tomopterna tuberculosa
Tomopterna tuberculosa е вид жаба от семейство Pyxicephalidae. Видът не е застрашен от изчезване.

## Разпространение
Разпространен е в Ангола, Демократична република Конго, Замбия, Зимбабве, Малави, Намибия и Танзания.